# Osteochilus melanopleurus
 Osteochilus melanopleurus és una espècie de peix cipriniforme de la família dels ciprínids.

## Morfologia
Els mascles poden assolir els 60 cm de longitud total.

## Distribució geogràfica
Es troba a les conques dels rius Mekong i Chao Phraya, a la península de Malaca, Sumatra i Borneo.